# Alicia Coutts
Alicia Jayne Coutts (* 14. September 1987 in Brisbane) ist eine australische Schwimmsportlerin, die im Delphin-, Freistil- und Lagenschwimmen erfolgreich ist. Bei den Olympischen Spielen 2012 in London holte sie fünf Medaillen, darunter die Goldmedaille in der 4-mal-100-Meter-Freistilstaffel.

## Erfolge
Die Goldmedaille im 4 × 100-m-Freistilrennen errang sie als Startschwimmerin zusammen mit ihren Kolleginnen Cate Campbell, Brittany Elmslie und Melanie Schlanger in der olympischen Rekordzeit von 3:33,15 min. Auf die Plätze verwiesen wurden dabei die Niederlande (mit Inge Dekker, Marleen Veldhuis, Femke Heemskerk und Ranomi Kromowidjojo – 3:33,79) und die Vereinigten Staaten (mit Missy Franklin, Jessica Hardy, Lia Neal und Allison Schmitt – 3:34,24 min).
Im 4 × 200-m-Freistilrennen zusammen mit Bronte Barratt, Melanie Schlanger und Kylie Palmer sprang in 7:44,41 min Silber heraus hinter den USA (7:42,92 min) und vor Frankreich (7:47,49 min).
Über 4 × 100 m Lagen schließlich erhielten die Australierinnen mit Coutts auf der Schmetterlingsstrecke erneut Silber in 3:54,02 min hinter den in Weltrekordzeit siegenden Frauen der USA (3:52,05 min) und vor Japan (3:54,02 min).
Die Silbermedaille über 200 m Lagen errang Coutts in 2:08,15 min hinter der Chinesin Ye Shiwen (2:07,57 min) und vor der Amerikanerin Caitlin Leverenz (2:08,95 min).
Bronze gab es über 100 m Delphin in 56,94 s hinter der Amerikanerin Dana Vollmer (55,98 s, WR) und der Chinesin Lu Ying (56,87 s).
Bei den Schwimmweltmeisterschaften 2013 in Barcelona und 2011 in Shanghai heimste Coutts insgesamt sieben Silbermedaillen und eine bronzene ein. Bei den Commonwealth Games 2010 und 2014 waren es insgesamt acht goldene und eine silberne. Darüber hinaus gab es für Coutts sechs Medaillen bei den Pan Pacific Swimming Championships.
Coutts ist Trägerin des Order of Australia (OAM).